# Chambre des communes d'Irlande du Sud

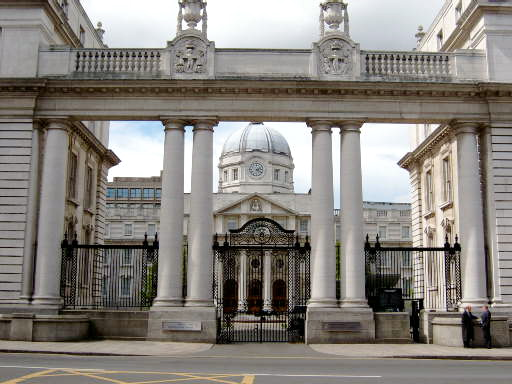
Locaux du Parlement d'Irlande du Sud.

La Chambre des communes d'Irlande du Sud est la chambre basse du Parlement établie en principe pour l'entité éphémère que fut l'Irlande du Sud.
Avant 1921, l'Irlande fait partie du Royaume-Uni. La loi Government of Ireland Act 1914 (en) avait prévu l'autonomie pour l'Irlande au sein du Royaume-Uni, mais sa mise en application avait été retardée par la Première Guerre mondiale. L'insurrection de Pâques 1916 et la guerre d'indépendance irlandaise à partir de 1919 enterrent le projet d'autonomie ; les nationalistes irlandais luttent désormais pour une pleine indépendance. La loi Government of Ireland Act 1920, adoptée par le Parlement du Royaume-Uni, scinde l'Irlande en deux à partir de 1921, créant l'Irlande du Nord, où la majorité des habitants sont protestants et unionistes (c'est-à-dire partisans du maintien de la souveraineté britannique en Irlande) ; et l'Irlande du Sud, où existe une majorité catholique et nationaliste.
Le Parlement d'Irlande du Sud a pour vocation de permettre aux Sud-Irlandais de gouverner leur pays de manière autonome, tout en y préservant de jure une souveraineté britannique. Ce Parlement doit être composé d'un Sénat (partiellement élu et partiellement composé de membres de la noblesse et du clergé, et d'autres personnalités), et d'une Chambre des communes élue au suffrage universel, détenant l'essentiel du pouvoir législatif.
La première législature de la Chambre des communes doit être issue des élections législatives du 24 mai 1921. Il y a 128 sièges à pourvoir. Toutefois, aucun scrutin n'a lieu. Pour chaque siège, un seul candidat se présente. Pour 124 d'entre eux, le seul candidat est celui du Sinn Féin, parti nationaliste et républicain, qui récuse la souveraineté britannique sur le pays, et qui a déjà proclamé unilatéralement, le 21 janvier 1919, la Déclaration d'indépendance de l'Irlande, en tant que république souveraine. Les quatre autres sièges reviennent aux diplômés de l'université de Dublin. Il n'y a que quatre candidats, tous unionistes sans étiquette. En conséquence, les 128 candidats sont déclarés élus.
Parmi les députés Sinn Féin se trouvent les principaux dirigeants du mouvement nationaliste, notamment Michael Collins, Éamon de Valera, ou encore Arthur Griffith.
Sinn Féin considère l'« élection » comme étant celle pour la seconde législature du Dáil Éireann, le parlement républicain, et les députés Sinn Féin refusent donc de siéger dans la Chambre des communes d'Irlande du Sud. Cette dernière se réunit pour la première et la dernière fois le 28 juin, dans les locaux du Royal College of Science for Ireland (en), à Dublin. Les quatre seuls députés en présence élisent l'un des leurs, Gerald Fitzgibbon, à la présidence de la Chambre, puis lèvent l'assemblée, l'ajournant sine die. La Chambre ne se réunira jamais plus. Pour sa part, le Sénat se réunit trois fois, mais en l'absence d'une Chambre des communes, le Parlement d'Irlande du Sud ne peut pas fonctionner.
À l'inverse, en Irlande du Nord, une élection a bien lieu le 24 mai 1921, produisant une Chambre des communes d'Irlande du Nord apte à fonctionner, avec 40 députés unionistes (du Parti unioniste d'Ulster) et 12 députés nationalistes (dont 6 députés Sinn Féin, et 6 du Parti nationaliste (en)).
Le traité de Londres signé le 6 décembre 1921 aboutit à la naissance de l'État libre d'Irlande un an plus tard, rendant caducs l'Irlande du Sud et son « Parlement » essentiellement fictif.